# Tiulgan (osiedle przy stacji)
Tiulgan (ros. Тюльган) – osiedle przy stacji w Rosji, w obwodzie orenburskim, w rejonie tiulgańskim. W 2010 liczyło 190 mieszkańców.